# Pseudostixis vicina
Pseudostixis vicina är en skalbaggsart som beskrevs av Stefan von Breuning 1936. Pseudostixis vicina ingår i släktet Pseudostixis och familjen långhorningar. Inga underarter finns listade i Catalogue of Life.